# ميرفين أوستين
ميرفين أوستين (1 أغسطس 1913 - 1991) (بالإنجليزية: Mervyn Austin)‏ هو لاعب كريكت أسترالي.

## وصلات خارجية
- ميرفين أوستين على موقع إي آس بي آن كريك إنفو (الإنجليزية)